# Pseudalastor hustoni
Pseudalastor hustoni är en stekelart som beskrevs av Borsato 1994. Pseudalastor hustoni ingår i släktet Pseudalastor och familjen Eumenidae. Inga underarter finns listade i Catalogue of Life.